# Acerentulus americanus
Acerentulus americanus är en urinsektsart som beskrevs av Hilton 1943. Acerentulus americanus ingår i släktet Acerentulus och familjen lönntrevfotingar. Inga underarter finns listade i Catalogue of Life.